# The Wild Bunch (videogioco)
The Wild Bunch è un videogioco d'avventura western pubblicato nel tardo 1984 per ZX Spectrum e nel 1985 per Amstrad CPC dalla Firebird, nella linea economica Silver. Il titolo richiama il Mucchio selvaggio, un gruppo di banditi realmente esistito, i cui nomi sono utilizzati nel gioco.
Una conversione per Commodore 64 venne quasi completata nel 1988, a livello amatoriale, da Jon Wells. Solo nel 2009 l'autore decise di pubblicarla commercialmente per il retrogaming. Oltre che per gli emulatori, venne prodotta su cassetta per veri Commodore 64, utilizzando custodie che riproducono fedelmente quelle storiche della Firebird. Non è chiaro però se questa edizione sia ufficiale e autorizzata dai detentori del copyright originale.
Esiste anche una conversione per SAM Coupé, di origini sconosciute, presumibilmente non ufficiale.

## Trama
Il protagonista trova casualmente in strada di notte un uomo morente, che ha appena il tempo di rivelare di essere vittima della banda del Mucchio selvaggio e di descrivere in particolare il membro che gli ha sparato. Il protagonista raccoglie la Colt .45 lasciata dall'assassino, ma in quel momento arriva lo sceriffo, che lo minaccia credendolo erroneamente il colpevole. Il protagonista si dà alla fuga, ma in seguito apprenderà dai telegrammi che un agente della Pinkerton, Charlie Siringo, è stato messo sulle sue tracce. Per scagionarsi dovrà spostarsi tra le città del territorio, mentre sfugge all'agente, in cerca di cinque membri della banda, fino a catturare il vero assassino e consegnarlo alla legge.

## Modalità di gioco
L'interfaccia del gioco è a messaggi e menù di testo in inglese, selezionati da tastiera. Occasionalmente è presente la grafica, solo quando vengono mostrati la mappa del territorio, i manifesti dei ricercati o i duelli alla pistola (l'unica sequenza d'azione, dotata di una piccola animazione).
Il giocatore può scegliere di iniziare la partita da una qualsiasi delle cinque città che compongono lo scenario, a tre possibili livelli di difficoltà. In ogni città si accede a un menù principale, dal quale si può scegliere di visitare alcuni luoghi pubblici fissi, visualizzare il proprio stato e inventario, o partire per un'altra città.
Nel saloon si può ordinare da bere per recuperare la forza, giocare a poker per tentare di guadagnare denaro, o cercare di incontrare un membro del Mucchio selvaggio da prendere vivo o morto. Nell'ufficio dello sceriffo si può vedere il manifesto da ricercato di un membro della banda, riconoscibile da qualche segno particolare. Nel negozio si possono comprare attrezzature di vario genere: armi, munizioni, cibo, cavallo e forniture per il viaggio. Nell'ufficio del telegrafo si può corrompere l'impiegato per leggere i telegrammi, che possono dare notizie più o meno utili, sugli spostamenti dell'agente Siringo o sulle azioni del Mucchio selvaggio. Se ci si reca nella città dove si trova attualmente Siringo si viene arrestati e il gioco termina.
Le partite a poker si svolgono contro un avversario singolo e sono semplificate. Per ogni mano vengono mostrate, sotto forma di simboli, direttamente le carte definitive, e solo quelle rilevanti per formare la combinazione. Il giocatore sceglie se rilanciare, vedere o lasciare.
Le persone sospette che si possono incontrare al saloon vengono descritte testualmente tramite un segno particolare. Se il giocatore decide di affrontare l'altro uomo, deve indicare quale dei cinque membri della banda pensa che sia. Può quindi minacciarlo e tentare di portarlo dallo sceriffo, con il rischio che fugga, oppure sfidarlo a un duello mortale in strada. Il duello avviene con visuale in prima persona fissa e consiste nel premere con veloci riflessi il tasto di sparo, non appena l'avversario inizia la mossa di estrarre la pistola e non prima. Se tutto va bene si incassa una taglia, e ci si avvicina all'obiettivo finale di catturare l'assassino, ma se non si trattava veramente di un ricercato, prendere o uccidere un innocente può causare una multa o l'arresto.
I viaggi tra città richiedono un certo numero di giorni, raddoppiati se non si possiede un cavallo. C'è un consumo giornaliero di cibo e acqua, eventualmente anche per il cavallo, a seconda del tipo di terreno attraversato. Ogni giorno di viaggio si verificano spesso uno o più eventi casuali: incontro di un nemico anonimo (uomo o animale), ritrovamento di oro o oggetti utili, disavventure varie. Ogni nemico ha un valore numerico di forza in combattimento e il giocatore può scegliere di combatterlo, tentare la fuga (anche ripetutamente, ma ogni tentativo consuma un po' di forza) o tentare di placarlo pagandolo. In caso di combattimento si sceglie quanta della propria forza spendere e il risultato viene calcolato dal computer.

## Colonna sonora
La versione ZX Spectrum, in determinate situazioni, ha diverse brevi musiche di accompagnamento tratte da brani esistenti, ad esempio prima dei duelli si sente un accenno al tema del duello del film Per qualche dollaro in più.
Nella conversione Commodore 64, oltre a una sequenza introduttiva animata corrispondente alla premessa della trama, vennero aggiunte riproduzioni più estese ed elaborate della colonna sonora di Per qualche dollaro in più.